# Technische Universität Tampere

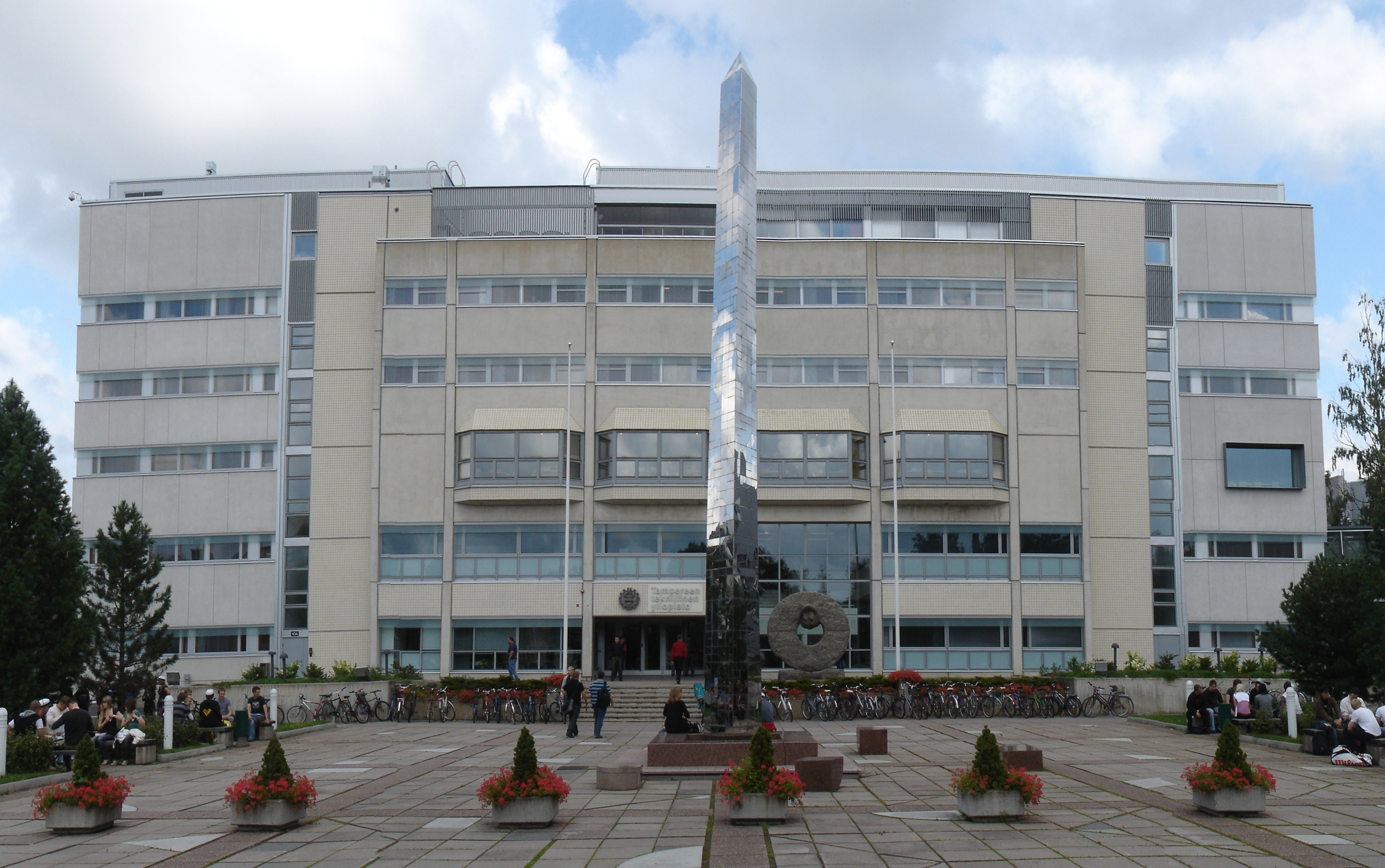
Hauptgebäude der Technischen Universität Tampere

Die Technische Universität Tampere (TUT; finnisch Tampereen teknillinen yliopisto, TTY) war bis zu ihrem Zusammenschluss mit der Universität Tampere die zweitgrößte Technische Universität in Finnland. Die Universität lag in Hervanta, einem Stadtteil von Tampere. Zuletzt hatte sie etwa 13.000 Studenten und ca. 2000 Mitarbeiter.
Die TUT wurde im Jahr 1965 als Zweigstelle der Technischen Universität Helsinki gegründet und erhielt 1972 den vollen Universitätsstatus. Zunächst staatlich, wurde sie seit 2010 von einer privatrechtlichen Stiftung getragen und diente der Lehre und Forschung. Letztere konzentrierte sich hauptsächlich auf angewandte Wissenschaften. Zu den Unternehmen im benachbarten Technologiezentrum Hermia bestanden enge Beziehungen ebenso wie zu Nokia: Der Konzern unterhält in unmittelbarer Nähe zur ehemaligen TU Tampere ein großes Forschungs- und Entwicklungszentrum.
2003 änderte die Universität den Namen von Tampereen teknillinen korkeakoulu (Technische Hochschule Tampere) in Tampereen teknillinen yliopisto (Technische Universität Tampere), so dass sich der finnische Name der deutschen und englischen  Bezeichnung (Tampere University of Technology) anglich.
Seit Beginn 2019 existiert die Technische Universität nicht mehr, sondern ist nun Teil der neuen Universität Tampere.